# Divisória Continental da América do Norte

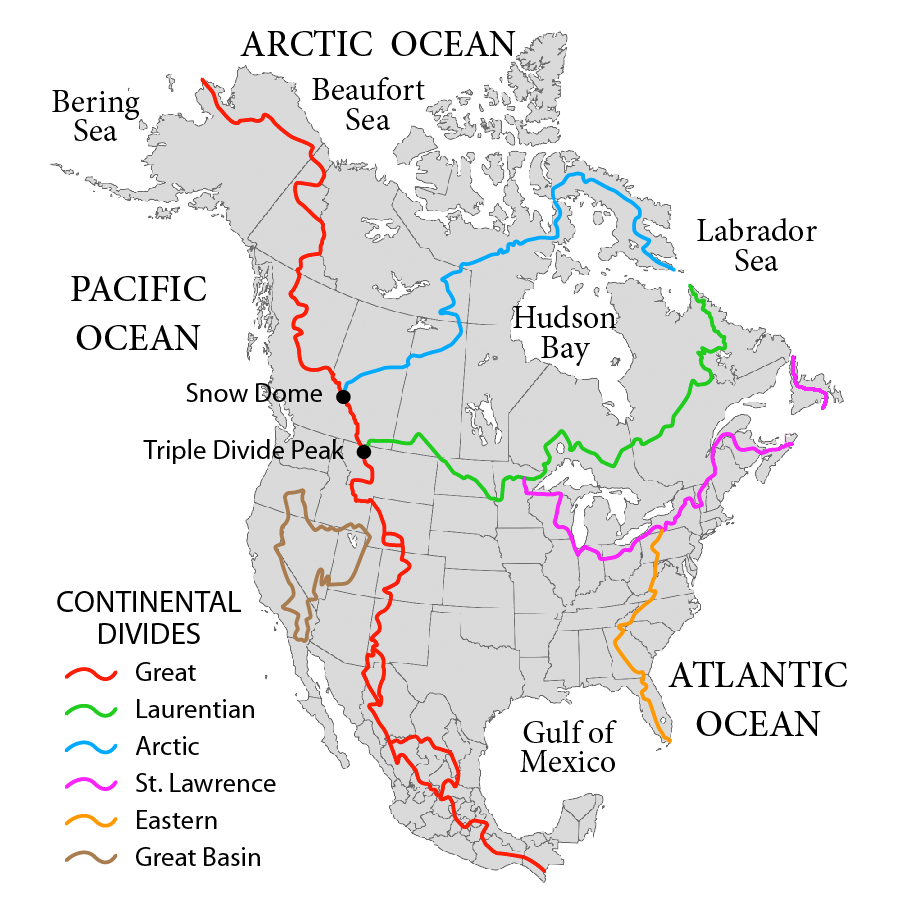
A "Grande Divisória" (vermelho) estende-se da península de Seward até ao Panamá.

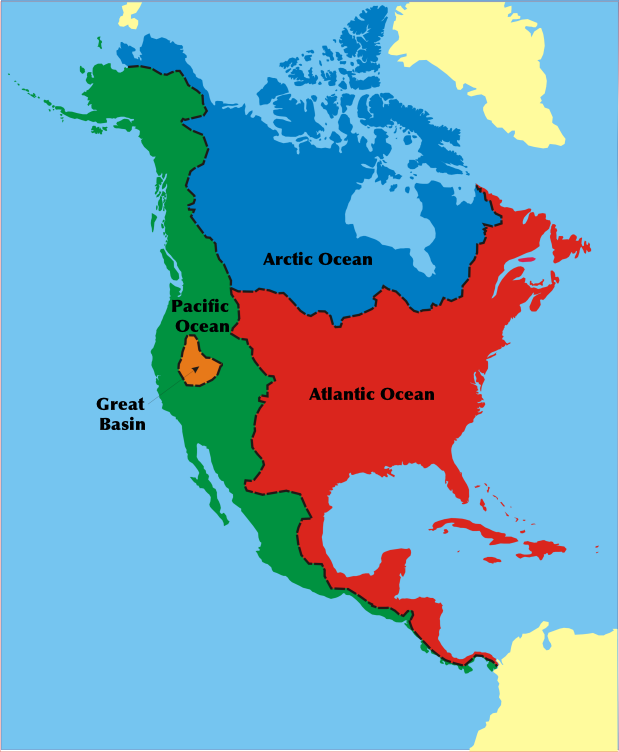
A Divisória Continental é o limite entre as zonas verde e vermelha/azul

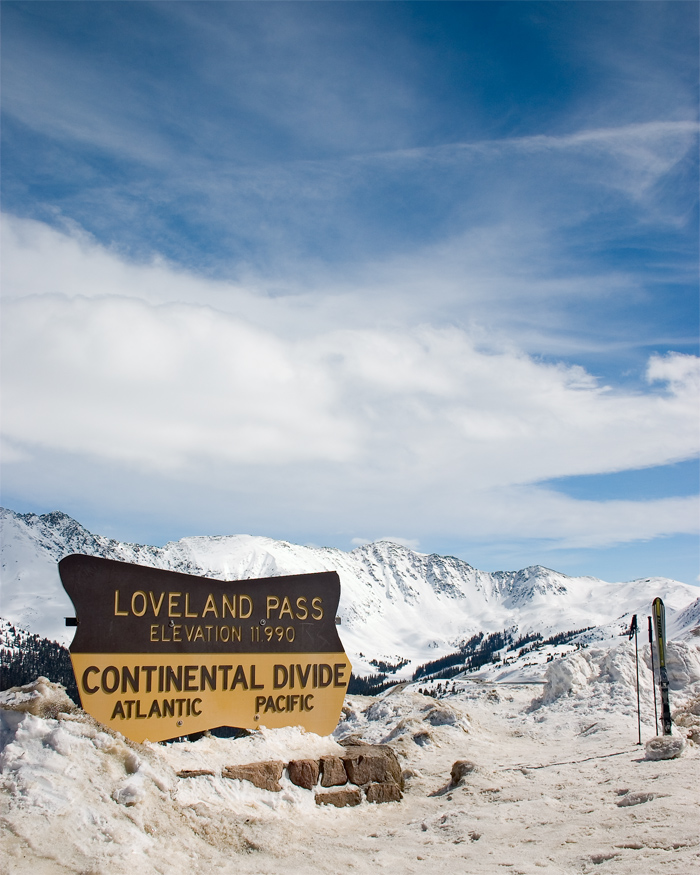
Placa que anuncia a Divisória Continental em Loveland Pass, Colorado

A Divisória Continental da América do Norte (em inglês:  Continental Divide ou Great Divide) é o conjunto das linhas de cumeada (tergos) na América do Norte que separam as bacias hidrográficas (pela divisória de águas) que drenam para o oceano Pacífico, o oceano Atlântico (incluindo o golfo do México) e o oceano Ártico.
A Divisória Continental da América do Norte tem um dos extremos no cabo Príncipe de Gales no final da Península de Seward no Alasca, seguindo um eixo este-nordeste através do norte do estado até ao Yukon (Canadá), tomando a direcção sul onde faz a separação das províncias da Colúmbia Britânica e Alberta. Atravessa depois o Montana (faz uma parte da fronteira deste com o Idaho), o Wyoming, o Colorado e o Novo México; já no México atravessa a Sierra Madre Ocidental pelos estados de Chihuahua, Durango, Zacatecas, Aguascalientes, Jalisco, Guanajuato, México e distrito federal, Morelos, Puebla, Oaxaca e Chiapas, seguindo pelo sul da Guatemala, sudoeste das Honduras e oeste da Nicarágua e Panamá.